# Regulación de infraestructuras de los estadios de la UEFA

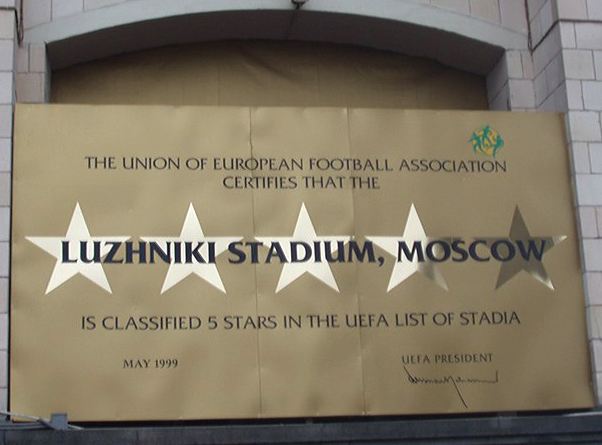
Placa conmemorativa de la UEFA en el Estadio Luzhnikí, con la antigua categoría 5 estrellas.

La regulación de infraestructuras de los estadios de la UEFA es la normativa que aplica la UEFA para clasificar los estadios de fútbol.
Existen cuatro categorías, de mayor a menor rango: categoría 4, categoría 3, categoría 2 y categoría 1. Un estadio debe ser categoría 4 para poder acoger la final de la Liga de Campeones de la UEFA, de la UEFA Europa League. o de la UEFA Conference League.

## Historia
La primera clasificación especificaba las características que deberían tener los estadios de máxima categoría y los denominaba estadios de 5 y 4 estrellas en función de su aforo, cumpliendo en ambos casos las máximas exigencias en prestaciones.
Una nueva clasificación se llevó a cabo en el año 2006, definiendo cuatro categorías de estadios en función de sus características, denominándolas, de mayor a menor rango: categoría élite, categoría 3, categoría 2 y categoría 1.
El comité ejecutivo de la UEFA, presidido por Michel Platini, aprobó un nuevo reglamento, el actual, en su reunión del día 24 de marzo de 2010, con entrada en vigor el 1 de mayo de 2010.

## Criterios
La lista de criterios es muy amplia, pero se pueden destacar los siguientes:
- Dimensiones del terreno de juego (la superficie del césped debe estar en óptimas condiciones y preparado -calidad de césped, irrigación, humedad de la superficie, etc.).

| Categoría | Largo             | Ancho           | Otros requisitos |
| --------- | ----------------- | --------------- | ---------------- |
| 1         | entre 100 y 105 m | entre 64 y 68 m |                  |
| 2         | entre 100 y 105 m | entre 64 y 68 m | sin vallas       |
| 3         | 105 m             | 68 m            |                  |
| 4         | 105 m             | 68 m            | sin vallas       |

- Capacidad mínima para espectadores en el estadio:

| Categoría | Espectadores |
| --------- | ------------ |
| 1         | 200          |
| 2         | 1500         |
| 3         | 4500         |
| 4         | 8000         |

- Se prohíben las gradas desmontables.
- Todas las gradas han de tener servicio de bebidas y cáterin, con al menos uno por sector.
- Las gradas han de cumplir los siguientes requisitos:

| Categoría | Requisito                      |
| --------- | ------------------------------ |
| 1         | Puede haber zonas de pie       |
| 2         | Todas las zonas son de asiento |
| 3         | Todas las zonas son de asiento |
| 4         | Todas las zonas son de asiento |

Las zonas de asiento han de tener asientos individuales, separados entre sí, anclados, numerados, de material incombustible, y con un respaldo de al menos 30 cm.
- Vestuarios:

1. Equipos: un vestuario para cada equipo para un mínimo de 25 personas sentadas, con un mínimo de 5 duchas, 3 sanitarios de asiento individuales, una camilla para masajes y una pizarra. Ambos vestuarios deberán ser iguales en tamaño y equipamiento.
2. Árbitros: para un mínimo de 5 personas sentadas, con un mínimo de 1 ducha, 1 sanitario de asiento individual y un pupitre.

- Aparcamiento. Además de un mínimo de 2 plazas para autobuses y 10 para coches de equipos y árbitros, los requisitos de aparcamiento son:

| Categoría | Plazas mínimas para VIPs en una zona segura | Requisitos adicionales    |
| --------- | ------------------------------------------- | ------------------------- |
| 1         | 20                                          |                           |
| 2         | 50                                          |                           |
| 3         | 100                                         |                           |
| 4         | 150                                         | 400 plazas para autobuses |

- Iluminación con focos de una intensidad mínima de 800 lux (eV) en la dirección de las cámaras fijas, y de 500 lux (eV) hacia las otras áreas del estadio y cámaras móviles

| Categoría | Cámaras fijas | Cámara móviles |
| --------- | ------------- | -------------- |
| 1         | 800-1400      | 500-1000       |
| 2         | 800-1400      | 500-1000       |
| 3         | 1200-1400     | 800-1000       |
| 4         | 1400          | 1000           |

Además, ha de haber un sistema electrógeno de emergencia eficiente capaz de proporcionar, sin interrupciones, las siguientes intensidades:
| Categoría | Requisito              |
| --------- | ---------------------- |
| 1         |                        |
| 2         | 75 % del valor normal  |
| 3         | 100 % del valor normal |
| 4         | 100 % del valor normal |

- Asientos VIP y zona de cortesía:

| Categoría | Asientos VIP | Asientos VIP para el equipo rival | Área de cortesía exclusiva |
| --------- | ------------ | --------------------------------- | -------------------------- |
| 1         | 50           | 10                                |                            |
| 2         | 100          | 20                                |                            |
| 3         | 250          | 50                                |                            |
| 4         | 500          | 100                               | 400 m²                     |

- Sala de prensa con medios para acceder a comunicaciones y pupitres, con el tamaño mínimo siguiente:

| Categoría | Tamaño |
| --------- | ------ |
| 1         | 50 m²  |
| 2         | 100 m² |
| 3         | 100 m² |
| 4         | 200 m² |

- Palcos de prensa:

| Categoría | Mínimo de asientos a cubierto | Mínimo de asientos a cubierto con pupitre | Situación de los palcos                                                 |
| --------- | ----------------------------- | ----------------------------------------- | ----------------------------------------------------------------------- |
| 1         | 20                            | 5                                         |                                                                         |
| 2         | 20                            | 10                                        |                                                                         |
| 3         | 50                            | 25                                        |                                                                         |
| 4         | 100                           | 50                                        | central, en la tribuna principal y cerca de vestuarios y sala de prensa |

Todos los asientos de prensa han de tener enchufe y conexión a internet.
Todos los pupitres de prensa han de poder acomodar un ordenador portátil y un cuaderno.
- Estudios de televisión mínimos:

| Categoría | Número | Tamaño (ancho x largo x alto) | Requisitos adicionales                                          |
| --------- | ------ | ----------------------------- | --------------------------------------------------------------- |
| 1         | 1      |                               |                                                                 |
| 2         | 2      | 500cm x 500cm x 230cm         |                                                                 |
| 3         | 2      | 500cm x 500cm x 230cm         |                                                                 |
| 4         | 2      | 500cm x 500cm x 230cm         | estudio de presentación desde donde se vea el campo. Zona mixta |

- Una sala de control bien equipada para los observadores de la UEFA.
- Una sala de control antidopaje conveniente y apropiadamente equipada.
- Un sistema de megafonía eficaz con el fin de mantener la comunicación con el público, dentro y fuera del estadio, que no sufra de interferencias y no sea disminuido por el ruido de los espectadores, y protegido de los cortes de energía eléctrica.
- Un sistema permanente de vigilancia con cámaras de televisión a color que cubra todas las superficies públicas dentro y fuera del estadio para poder supervisar el movimiento de espectadores, así como su comportamiento. Este sistema debe también ser capaz de poder tomar fotografías a cualquier individuo que altere el orden (troublemakers), para que se puedan entonces distribuir inmediatamente a los oficiales de seguridad, a los administradores del recinto y a la policía.
- Señalización clara y entendible (con indicaciones reconocibles por símbolos) tanto en el interior como el exterior del estadio, así como en sus aledaños.
- Instalaciones sanitarias aceptables para espectadores de ambos sexos en cuanto a su cantidad, limpieza e higiene. No se permiten sanitarios sin silla.
- Un mínimo de 2 sectores, con por lo menos 50 asientos cubiertos y confortables para espectadores discapacitados y sus acompañantes. Dichas áreas deben estar adecuadamente equipadas con servicios higiénicos especiales y una barra de refrescos.

Además, hay otra cantidad de requisitos menores como:
- 5 mástiles para banderas oficiales.
- Los dos banquillos han de ser cubiertos, por encima del nivel del césped, separados al menos 5 metros de la línea de banda y con capacidad para 13 personas.
- El ratio de inodoros para el público por número de espectadores ha de ser de 1 inodoro de asiento por cada 200 espectadores y de 1 urinario por cada 125 espectadores.